# Oratorijanci
Oratorijanci (lat.: Confederatio oratorii S. Philippi Nerii, Konfederacija oratorija sv. Filipa Nerija, Filipini) je slobodna katolička družba svećenika bez zavjeta. Red je osnovan 1564. u Rimu, a osnivač mu je sv. Filip Neri. Red je 1575. odobrio papa Grgur XIII., a potvrdio ga je papa Pavao V. 1612.
Članovi reda su svećenici i braća koji žive zajedno u kući, odnosno oratoriju. Ime su dobili po oratoriju "Svetog Jeronima" u Rimu, gdje je zajednica održavala svoje prve molitvene skupove. Razni oratoriji su od 1942. okupljeni u konfederaciju.
U 18. stoljeću, red je u Splitu osnovao Nikola Bijanković. Kasnije su osnovani oratoriji u Brelima i u Makarskoj, a zadnji naš oratorijanac bio je o. P. Ivanišević koji je umro 1844.